# Loheskatten
Loheskatten er depotfund, der består mønter og adskillige sølvgenstande på sammenlagt 205 kg, som blev gemt omkring år 1741 i Stockolm, Sverige.
Skatten blev fundet under gulvet i et butikslokale på Lilla Nygatan 5 i bydelen Gamla Stan i 1937, og det er det største skattefund nogensinde i Sverige. I alt blev der fundet over 18.000 mønter fra midten af 1600-tallet og frem til 1741. De ældste mønter var præget med Kristina af Sverige (1632-1654) og de yngste var fra Frederik 1. af Sveriges regeringstid (1720-1751).
De fleste af mønterne findes i Myntkabinettet i Stockholm.